# Karambol

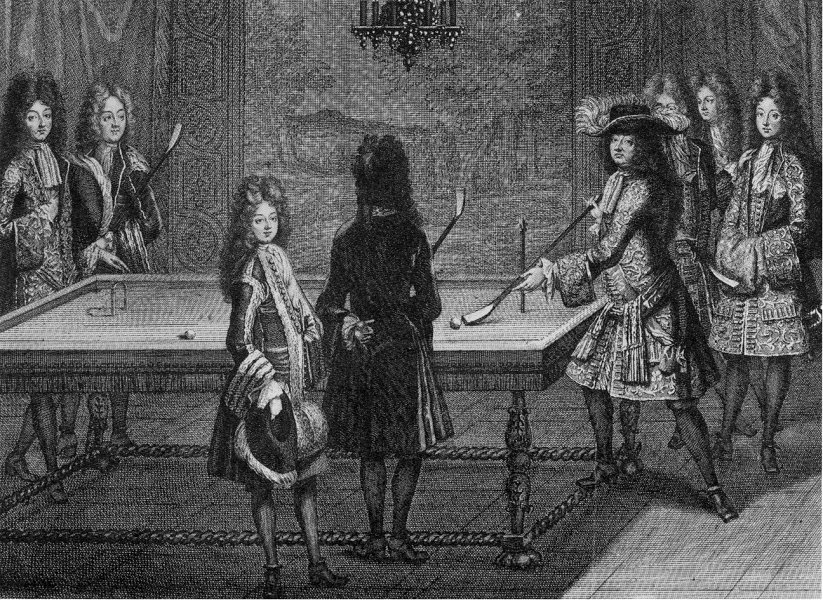
Król Francji Ludwik XIV grający w karambol, rycina z 1694

Karambol (fr. carambolage, ang. carom lub carambole, zwany także bilardem francuskim) – gra bilardowa i zarazem sport, który narodził się we Francji. Obecnie jest najmniej popularną odmianą bilardu. 

## Pochodzenie nazwy
Nazwa karambol wywodzi się od francuskiego słowa carambolage, które wywodzi się z kolei od słowa carambola, którym niegdyś nazywało się czerwoną bilę. Nazwa ta, zapożyczona z języka marathi używanego w Indiach, pochodzi od małego czerwonego owocu rosnącego w Azji, który jest zbliżony rozmiarami do bili karambolowej.

## Wyposażenie potrzebne do gry

### Stół

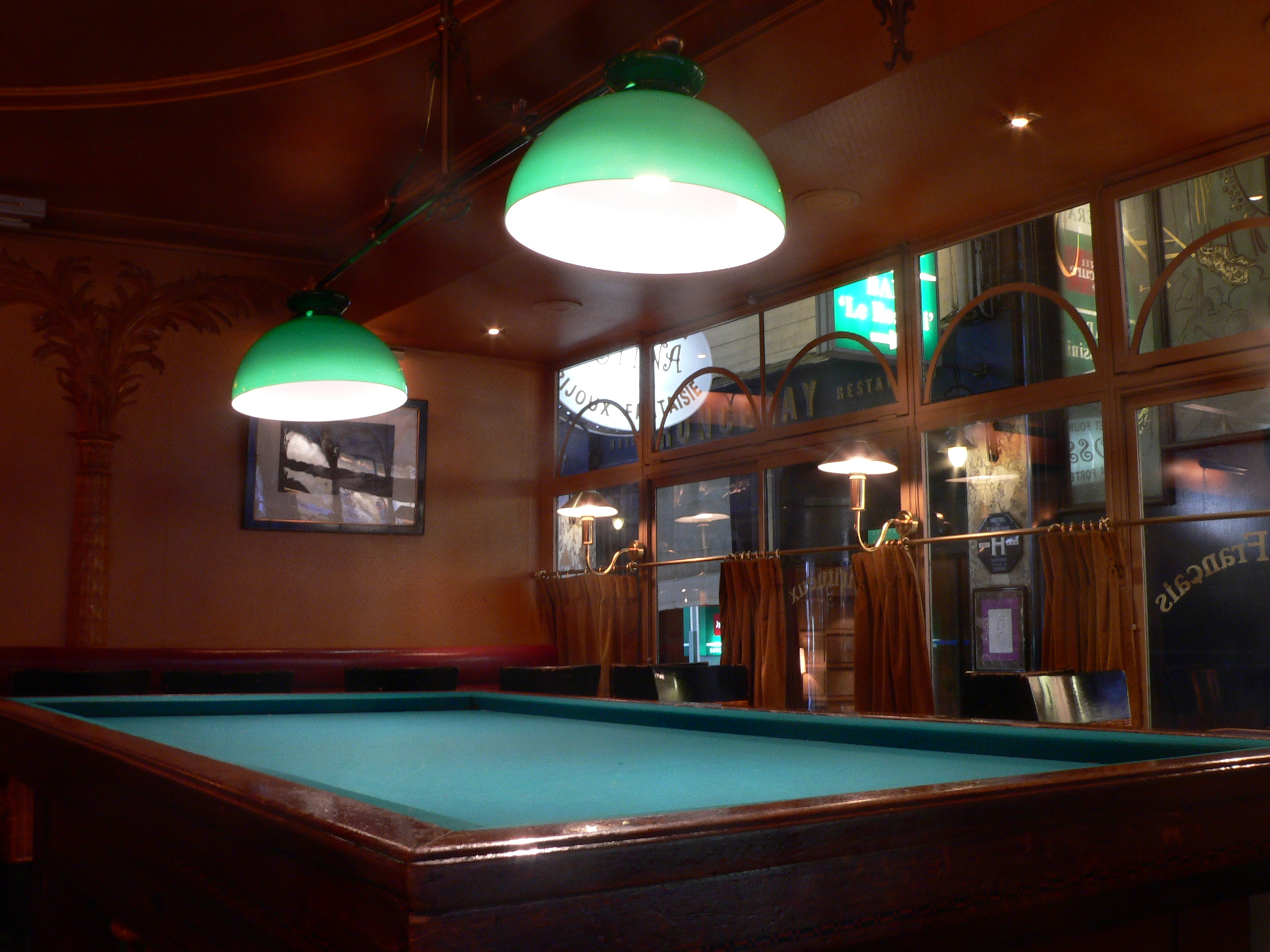
Stół karambolowy w kawiarni w Paryżu

Stół karambolowy jest o stopę większy niż stół do ósemki: ma długość 10 stóp (2,84 m) i szerokość 5 stóp (1,42 m). Główną różnicą jest brak łuz i jedynie trzy oznaczenia, na których stawia się bile.
Pierwsze stoły karambolowe, wyrabiane w średniowieczu, nie były jak dzisiaj pokryte suknem – te pojawiły się dopiero pod koniec XV wieku. Sukna miały wtedy różne kolory. Dopiero w XVI wieku zadecydowano, aby wszystkie stoły karambolowe były pokryte suknem w kolorze ciemnozielonym (imitującym barwę trawy); kolor taki był użyteczny, ponieważ można było grać na nim przez długi czas bez zmęczenia oczu. Obecnie coraz bardziej popularne – szczególnie w karambolu trójbandowym – staje się sukno w barwie niebieskiej. Sukno jest wyrabiane ze 100% wełnianej przędzy.
Współczesne profesjonalne stoły karambolowe posiadają także podgrzewaną elektrycznie płytę. Powoduje to, że z sukna usunięta zostaje wilgoć, a jego włosie unosi się. Dzięki temu stół staje się "szybszy" – bile mogą się po nim znacznie szybciej i dłużej toczyć.

### Bile
Bile karambolowe, nazywane także czasem kulami, były wyrabiane z rozmaitych materiałów, takich jak stal i inne metale, kość słoniowa, glina, tworzywa sztuczne czy drewno. Początkowo były one wyrabiane z drewna. Później, gdy Francja rozpoczęła rozwijać kolonie w Afryce, bile zaczęto wyrabiać z kości słoniowej i przy tym materiale pozostano przez ponad 300 lat. Dopiero na początku XX wieku, ze względów ekonomicznych i ekologicznych, zaprzestano jej używania. Następnie używano bil z celuloidu, ale były one łatwopalne, więc zrezygnowano z ich produkcji ze względów bezpieczeństwa. Współcześnie używa się bil z żywicy fenolowej.
Do gry używa się trzech bil: jednej czerwonej, jednej białej oraz jednej żółtej (lub białej z kropką, tzw. bili pikowej) o wymiarach 61,5 mm. Bile te są znacznie większe od bil snookerowych oraz tych używanych w bilardzie amerykańskim. Ich waga według oficjalnych przepisów powinna wynosić od 7 do 7½ uncji (około 200 gramów).

### Kije
Kije karambolowe również zmieniały się na przestrzeni wieków. Pierwsze kije były jednolite, krótsze, z silnie rozszerzoną i zagiętą końcówką, która ułatwiała takie zagrania jak np. massé. Pod koniec XVIII wieku zaczęto grać prostymi i dłuższymi kijami z kredowaną końcówką. Kije te, stosowane do dziś we wszystkich odmianach bilardu, ułatwiały wiele prostych zagrań, ale znacznie też utrudniły popisowe zagrania, m.in. z użyciem silnej rotacji.

## Zasady gry

### Przed grą
Na stole umieszczone są trzy bile: biała, biała z kropką lub żółta (pikowa) oraz czerwona. Każdy gracz ma swoją bilę – białą lub pikową. Na początku partii odbywa się losowanie – jego zwycięzca otrzymuje bilę pikową.

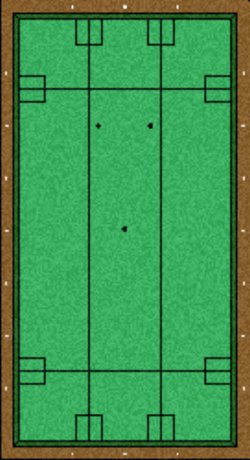
Stół do gry cadre47/2, z zaznaczonymi strefami

Następnie odbywa się rozgrywka wstępna o rozbicie, zwana również losowaniem á la bande. Obaj gracze podchodzą do stołu i uderzają swoje bile tak, aby znalazły się jak najbliżej bandy dolnej. Obie bile nie mogą się zderzyć ani dotknąć bili czerwonej. Wygrywa ten gracz, którego bila znalazła się najbliżej i rozpoczyna on grę.

### Rozgrywka
Celem gry jest zdobycie jak największej liczby zderzeń (carambolage). Zderzenie następuje gdy bila danego gracza dotknie pozostałych dwóch bil. Za każde zderzenie gracz dostaje 1 punkt. Nie ma punktów ujemnych – punkty raz już zdobyte nie mogą być odjęte. Gra toczy się do zdobycia określonej wcześniej liczby punktów. 
Istnieje wiele innych odmian karambolu, w których dla utrudnienia gry ustalono różne warunki, które muszą być spełnione, aby zderzenie zostało zaliczone, np.:
- gra z bandami (jeu de bandes):
  - karambol 1-bandowy (ang. one-cushion billiards) – żeby zderzenie zostało zaliczone, biała bila musi dotknąć przynajmniej jeden raz bandy przed zderzeniem,
  - karambol 3-bandowy (ang. three-cushion billiards) – sztandarowa odmiana bilarda francuskiego i uważana za najtrudniejszą wersję karambolu; żeby zderzenie zostało zaliczone, bila zawodnika musi uderzyć przynajmniej trzy razy o bandę przed zderzeniem.

- gra otwarta (ang. straight rail) – stół jest podzielony na strefy. Zderzenie musi się odbyć w jednej ze stref dozwolonych. Jeśli odbędzie się w strefie zabronionej, nie jest ono zaliczane. W jednej strefie można dokonać tylko jednego zderzenia.

### Błędy
Błąd i odejście od stołu następuje gdy:
- podczas zagrania nie doszło do ważnego zderzenia;
- bila wypadła poza stół (w takiej sytuacji umieszcza się ją na początkowej pozycji dla niej przeznaczonej);
- zawodnik poruszył lub dotknął jakąś bilę czymś innym niż swój kij;
- zawodnik uderza w swoją bilę gdy ta jest ciągle w ruchu (tzw. popchnięcie);
- gracz robi jakiekolwiek znaki na bandzie w celu ułatwienia sobie zagrania;
- podczas wykonywania zagrania gracz siedzi na stole bądź zagrywa z pozycji, w której nie dotyka podłogi ani jedną stopą.

## Karambol współcześnie
W wieku XIX i do połowy XX wieku bilard ten był popularny w miejscowości Łobez (dawniej Labes) na Pomorzu, gdzie nosił on nazwę Labeser Krambulage, do którego stoły sprowadzili stacjonujący tutaj w latach 1806-08 napoleońscy żołnierze (4 szwadrony francuskich huzarów i XII francuski pułk kirasjerów). Łobeskie zasady tej gry nie zachowały się, ale były takie, że nie dawały szans przybyszom na pokonanie miejscowych. Łobeskim mistrzem tej odmiany bilardu był ksiądz, ojciec Halenorth.

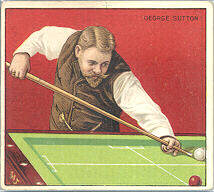
George Sutton, jeden z najlepszych graczy w karambol w historii, rysunek z 1911

Karambol jest współcześnie mało popularną odmianą bilardu. Klubów, które posiadają stoły karambolowe jest bardzo mało, a stoły karambolowe są w niektórych regionach Europy trudno dostępne.
Zupełnie inaczej jest jednak w Azji, gdzie w ostatnich latach karambol przeżywa rozkwit. Sport ten jest szczególnie popularny w Chinach, Korei Południowej, Malezji, Japonii, Tajlandii, Wietnamie czy też innych południowo-wschodnich państwach azjatyckich. Z tych właśnie państw pochodzi najwięcej profesjonalnych graczy w karambol, a Asian Games jest jak na razie największym turniejem tego sportu.
Obecnie do najlepszych graczy w karambol należą: Semih Saygıner, Sa Pauk, Hwang Deuk-hee, Lee Sang-chun, Reynaldo Grandea, Akio Shimada, Ryuji Umeda, Kim Jung-kyu, Trần Đình Hòa, Dương Hoàng Anh, Nobuaki Kobayashi oraz Patrick Ooi.

## Galeria

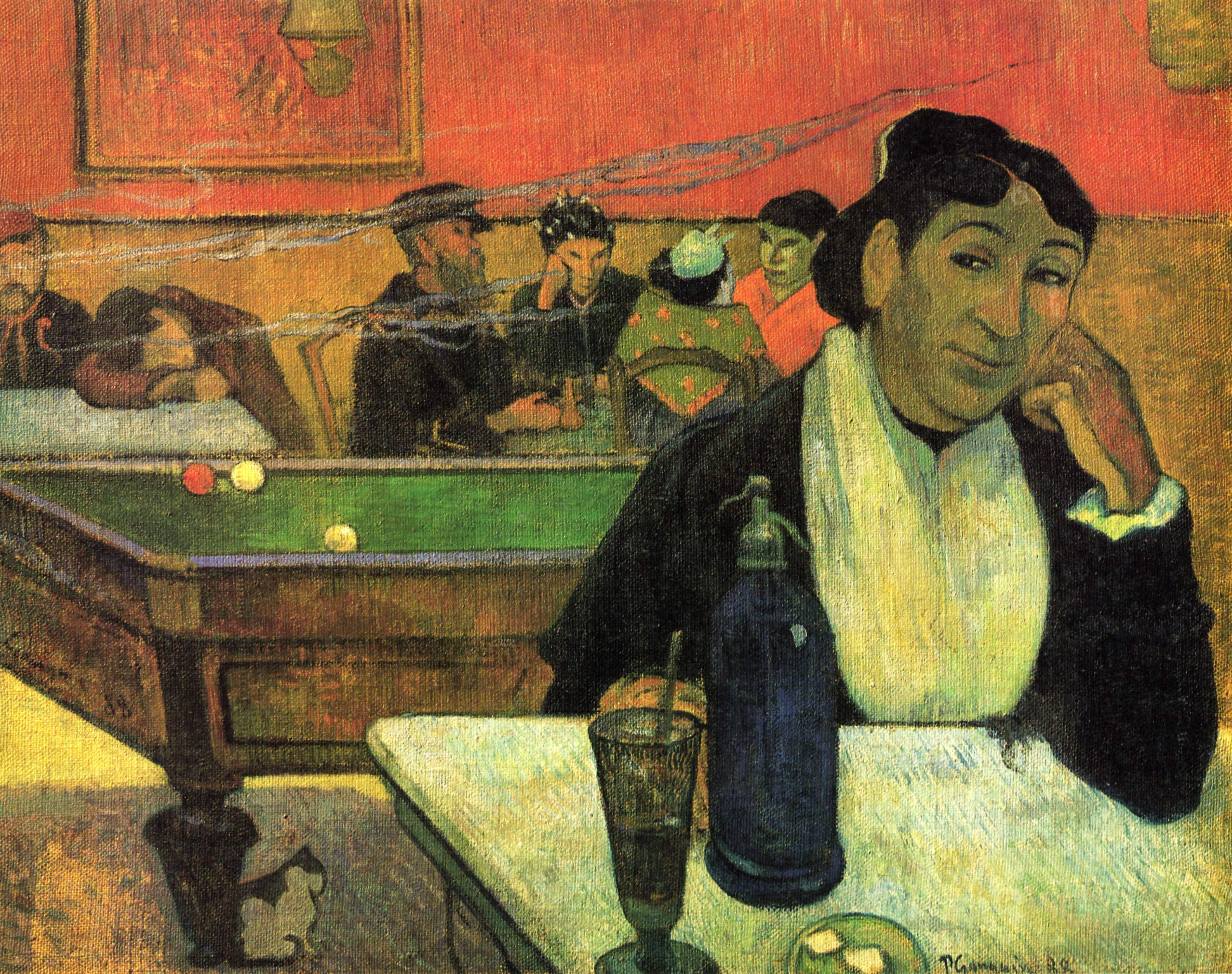
Paul Gauguin Kawiarenka w Arles
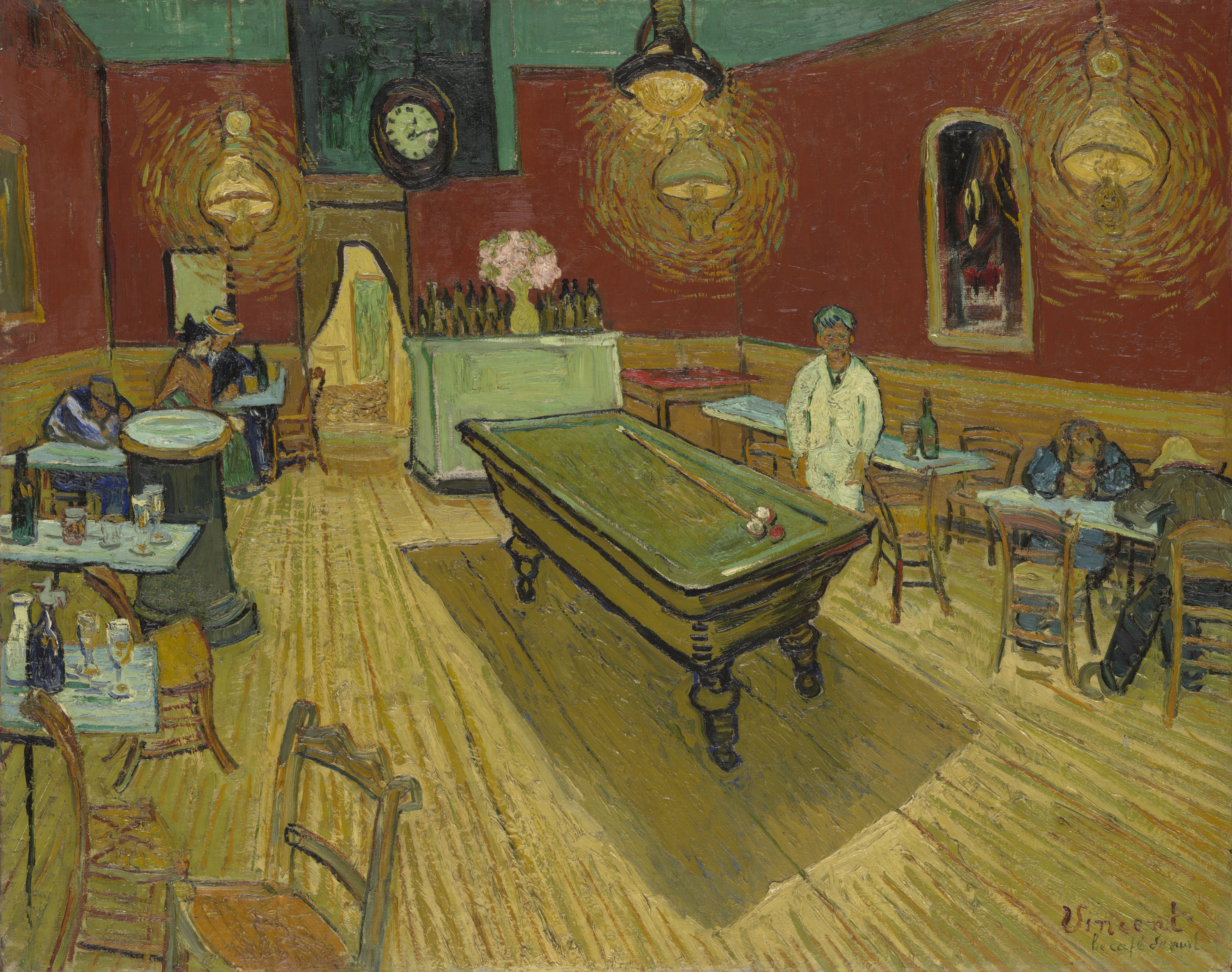
Vincent van Gogh Nocna kawiarnia (1888)
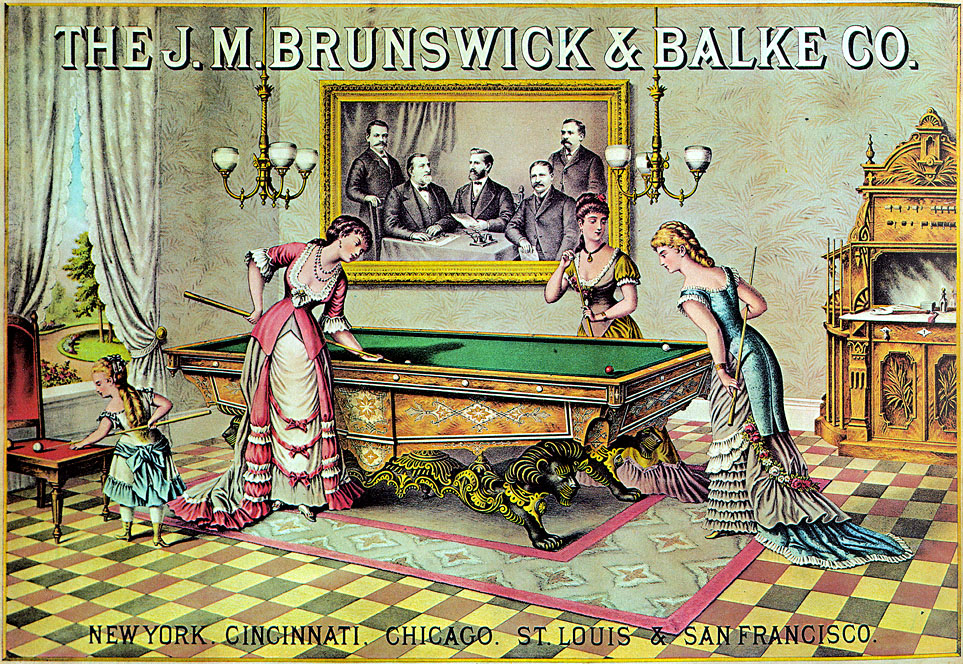
Reklama firmy bilardowej (1880)